# Молдовська кирилиця
Молдо́вська кири́лична абе́тка — кирилична абетка на основі російської, яку запровадила радянська влада для запису молдовської мови (румунської мови у Республіці Молдова). Використовувалася з 1924 до 1932 та з 1938 до 1940 у Молдовській АРСР, а з 1940 до 1989 у Молдовській РСР (з фактичною перервою у 1941—1944 рр.). Після 1989 року Молдовська Республіка повернулася до використання румунської латинської абетки.
Після 1989 року молдовська кирилиця використовується у самопроголошеному утворенні Придністровська Молдавська Республіка для запису «молдовської мови».
У сучасній молдовській кириличній абетці 31 літера. 7 з них передають на письмі голосні звуки: а, е, и, о, у, э, ы; 2 — йотовані голосні: ю, я; 1 — напівголосну й; 20 — приголосні: б, в, г, д, ж, ӂ, з, к, л, м, н, п, р, с, т, ф, х, ц, ч, ш і м'який знак (ь).
Основний принцип орфографії — фонетичний.
| А а | Б б | В в | Г г | Д д | Е е | Ж ж |  |
| Ӂ ӂ | З з | И и | Й й | К к | Л л | М м |  |
| Н н | О о | П п | Р р | С с | Т т | У у |  |
| Ф ф | Х х | Ц ц | Ч ч | Ш ш | Ы ы | Ь ь |  |
| Э э | Ю ю | Я я |     |     |     |     |  |

## Див. також

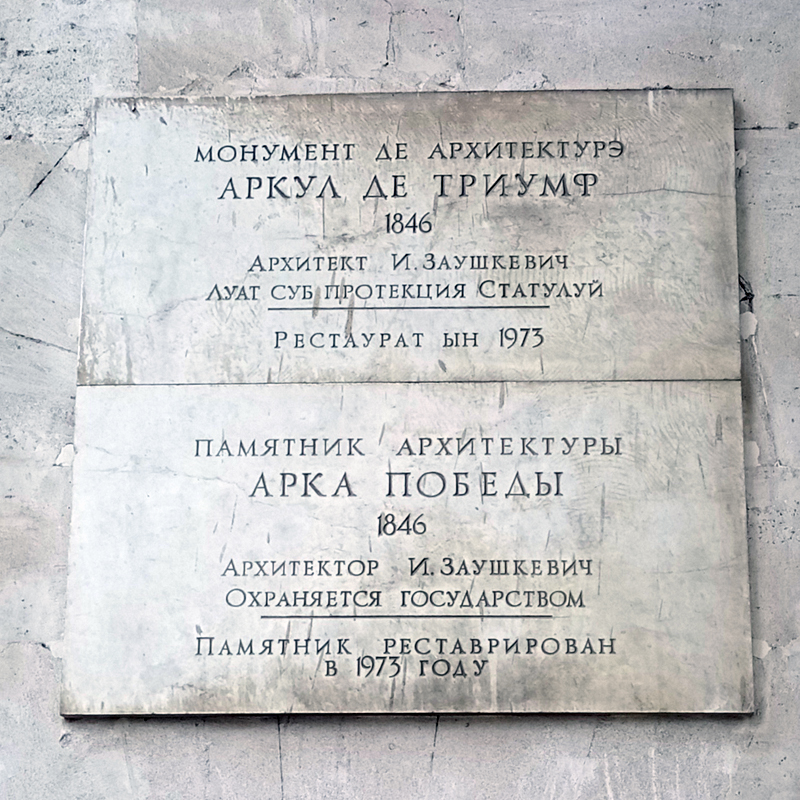
Анотаційна табличка на Тріумфальній арці в Кишиневі молдавською кирилицею (верхня половина)